# Phanerotoma
Phanerotoma är ett släkte av steklar som beskrevs av Wesmael 1838. Phanerotoma ingår i familjen bracksteklar.

## Arter[1][2]
- Phanerotoma acara
- Phanerotoma acuminata
- Phanerotoma agarwali
- Phanerotoma alagoasensis
- Phanerotoma analis
- Phanerotoma annulata
- Phanerotoma aperta
- Phanerotoma arakakii
- Phanerotoma atra
- Phanerotoma atriceps
- Phanerotoma attenuata
- Phanerotoma australiensis
- Phanerotoma aviculus
- Phanerotoma baltica
- Phanerotoma bannensis
- Phanerotoma behriae
- Phanerotoma bekilyensis
- Phanerotoma bennetti
- Phanerotoma bicolor
- Phanerotoma bidentula
- Phanerotoma bilinea
- Phanerotoma bouceki
- Phanerotoma brasiliensis
- Phanerotoma brendelli
- Phanerotoma brevis
- Phanerotoma buchneri
- Phanerotoma caltagironei
- Phanerotoma capeki
- Phanerotoma caudalis
- Phanerotoma caudata
- Phanerotoma circumscripta
- Phanerotoma coccinellae
- Phanerotoma crabbi
- Phanerotoma crocea
- Phanerotoma curvicarinata
- Phanerotoma curvimaculata
- Phanerotoma curvinervis
- Phanerotoma cyrenaica
- Phanerotoma decorata
- Phanerotoma decticauda
- Phanerotoma dentata
- Phanerotoma divergens
- Phanerotoma diversa
- Phanerotoma ebneri
- Phanerotoma ejuncida
- Phanerotoma erythrocephala
- Phanerotoma exigua
- Phanerotoma extensa
- Phanerotoma fasciata
- Phanerotoma fasciatipennis
- Phanerotoma fastigata
- Phanerotoma filicornis
- Phanerotoma flava
- Phanerotoma flavida
- Phanerotoma floridana
- Phanerotoma formosana
- Phanerotoma fracta
- Phanerotoma franklini
- Phanerotoma fusca
- Phanerotoma fuscovaria
- Phanerotoma ghesquierei
- Phanerotoma gigantea
- Phanerotoma gijswijti
- Phanerotoma glabra
- Phanerotoma gracilipes
- Phanerotoma gracilis
- Phanerotoma gracilisoma
- Phanerotoma graciloides
- Phanerotoma graeca
- Phanerotoma grapholithae
- Phanerotoma hapaliae
- Phanerotoma hayati
- Phanerotoma hendecasisella
- Phanerotoma hispanica
- Phanerotoma honiarana
- Phanerotoma humeralis
- Phanerotoma ichneutiptera
- Phanerotoma improvisa
- Phanerotoma indica
- Phanerotoma inopinata
- Phanerotoma intermedia
- Phanerotoma interstitialis
- Phanerotoma iturica
- Phanerotoma kamtshatica
- Phanerotoma kasachstanica
- Phanerotoma katkowi
- Phanerotoma kobdensis
- Phanerotoma kotenkoi
- Phanerotoma kozlovi
- Phanerotoma laspeyresia
- Phanerotoma leeuwinensis
- Phanerotoma lepida
- Phanerotoma leucobasis
- Phanerotoma lissonota
- Phanerotoma longicauda
- Phanerotoma longiradialis
- Phanerotoma longiterebra
- Phanerotoma maculata
- Phanerotoma marshalli
- Phanerotoma masiana
- Phanerotoma melanocephala
- Phanerotoma melanura
- Phanerotoma mellina
- Phanerotoma meridionalis
- Phanerotoma minuta
- Phanerotoma mirabilis
- Phanerotoma modesta
- Phanerotoma moniliata
- Phanerotoma moravica
- Phanerotoma myeloisae
- Phanerotoma nathani
- Phanerotoma nepalensis
- Phanerotoma nigricephala
- Phanerotoma nigriceps
- Phanerotoma nigripelta
- Phanerotoma nigroscutis
- Phanerotoma nigrotibialis
- Phanerotoma nitidiventris
- Phanerotoma nocturna
- Phanerotoma notabilis
- Phanerotoma novacaledoniensis
- Phanerotoma novaehebridensis
- Phanerotoma novaguineensis
- Phanerotoma novateutoniana
- Phanerotoma noyesi
- Phanerotoma obscura
- Phanerotoma offensa
- Phanerotoma orientalis
- Phanerotoma ornatula
- Phanerotoma pacifica
- Phanerotoma pallida
- Phanerotoma pallidipes
- Phanerotoma pallidula
- Phanerotoma panamana
- Phanerotoma pappi
- Phanerotoma parastigmalis
- Phanerotoma parva
- Phanerotoma pedra
- Phanerotoma pellucida
- Phanerotoma permixtellae
- Phanerotoma persa
- Phanerotoma phycitinoma
- Phanerotoma planifrons
- Phanerotoma plaumanni
- Phanerotoma popovi
- Phanerotoma potanini
- Phanerotoma producta
- Phanerotoma puchneriana
- Phanerotoma pygmaea
- Phanerotoma pyrodercis
- Phanerotoma recurvariae
- Phanerotoma rhyacioniae
- Phanerotoma robusta
- Phanerotoma rufescens
- Phanerotoma ruficornis
- Phanerotoma rufotestacea
- Phanerotoma samoana
- Phanerotoma sardiana
- Phanerotoma saussurei
- Phanerotoma sculptifrons
- Phanerotoma semenowi
- Phanerotoma somaliae
- Phanerotoma somalica
- Phanerotoma soror
- Phanerotoma spilaspis
- Phanerotoma sponsa
- Phanerotoma straminea
- Phanerotoma subexigua
- Phanerotoma subpygmaea
- Phanerotoma sulcus
- Phanerotoma syedi
- Phanerotoma syleptae
- Phanerotoma terebralis
- Phanerotoma texana
- Phanerotoma tibialis
- Phanerotoma toreutae
- Phanerotoma transcaspica
- Phanerotoma tricolorata
- Phanerotoma tridentati
- Phanerotoma tritoma
- Phanerotoma trivittata
- Phanerotoma trivittatoides
- Phanerotoma tropicana
- Phanerotoma uniformis
- Phanerotoma unipunctata
- Phanerotoma upoluensis
- Phanerotoma wahlbergianae
- Phanerotoma waitzbaueri
- Phanerotoma valentina
- Phanerotoma vana
- Phanerotoma variegata
- Phanerotoma vidua
- Phanerotoma zebripes
- Phanerotoma zelleriae
- Phanerotoma zinovjevi